# Narisio Longhi

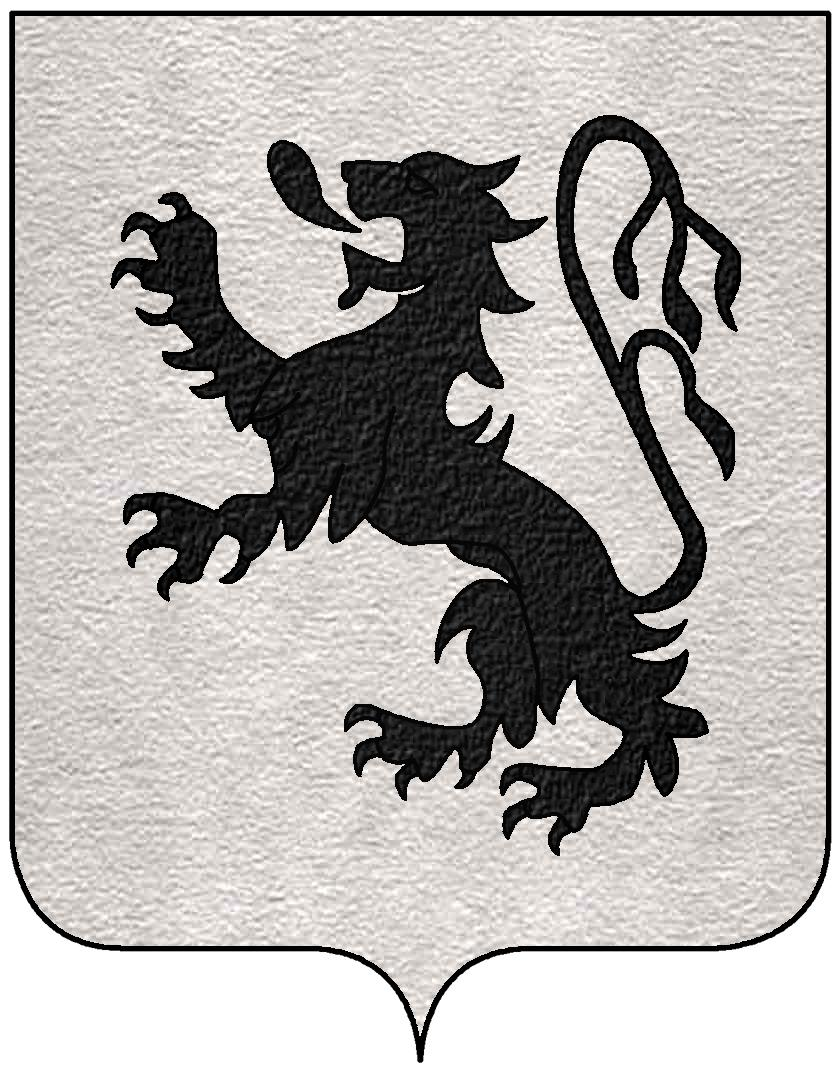
Stemma dei conti Longhi, D'argento al leone rampante di nero.

Narisio Longhi (... – Asola, 1224 circa) è stato un politico italiano.

## Biografia
Noto alla storia anche come Narisio di Montichiari o Narisio II, era figlio di Narisio I e fu un conte rurale discendente dai conti palatini di Lomello e feudatario di Asola e Remedello, investito dall'imperatore Ottone IV.
Nel 1211 fu a capo di un triunvirato composto anche da Alberto I Casaloldo, suo lontano parente, e da Jacopo Poncarale, che governò la città di Brescia, bandendo dalla città i suoi avversari. Fondò e divenne capo della consorteria militare denominata Societas Sancti Faustini, che raccoglieva i più forti valvassori bresciani e di cui intendeva servirsi per la conquista del potere.
Il 2 giugno 1213, alleato con i nobili bresciani e milanesi, combatté contro i cremonesi nella battaglia di Castelleone (Battaglia delle Bodesine), ma uscì sconfitto. Furono fatti oltre seimila prigionieri, che vennero condotti a Cremona insieme al carroccio milanese.
Morì nel suo castello di Asola prima del 1224 e lasciò eredi della contea i figli Federico e Ugolino.